# Sedelle
Die Sedelle (manchmal auch: Sédelle) ist ein Fluss in Frankreich, der im Département Creuse in der Region Nouvelle-Aquitaine verläuft. Sie entspringt in der nordwestlichen Ecke des Gemeindegebietes von Lizières, entwässert in ihrem Oberlauf anfangs in südlicher Richtung, schlägt dann einen Bogen über West nach Nord und durchquert die Kleinstadt La Souterraine. Von da an hält sie sich generell in nordöstlicher Richtung, durchquert ein zunehmend dünner besiedeltes Gebiet und mündet nach rund 38 Kilometern im Gemeindegebiet von Crozant im Staubereich der Barrage d’Éguzon als linker Nebenfluss in die Creuse.

## Orte am Fluss
- La Souterraine
- Saint-Agnant-de-Versillat
- La Chapelle-Baloue
- Crozant